# I Lost My Little Girl
"I Lost My Little Girl" é a primeira canção escrita por Paul McCartney, quando tinha 14 anos, em 1956. Uma versão dela está presente no disco de 1991 Unplugged (The Official Bootleg).
McCartney escreveu "I Lost My Little Girl" usando sua primeira guitarra, uma guitarra sajona Framus Zenith (modelo 17).
Uma versão desta canção com John Lennon como voz principal foi realizada pelos Beatles durante suas sessões de Get Back.